# Mineral (Illinois)
Pour les articles homonymes, voir Mineral.
Mineral est un village du comté de Bureau dans l'Illinois, aux États-Unis,. Il est incorporé le 5 octobre 1901.

## Démographie
Lors du recensement de 2010, le village comptait une population de 237 habitants. Elle est estimée, en 2016, à 227 habitants.